# Abschnittsbefestigung Baiern
Die Abschnittsbefestigung Baiern ist eine abgegangene früh- oder hochmittelalterliche Abschnittsbefestigung auf 540 m ü. NHN im „Gemeindewald“ 500 m östlich von Pfleg, einem Ortsteil der Gemeinde Baiern im Landkreis Ebersberg in Bayern.
Von der ehemaligen Burganlage sind Wall- und Grabenreste erhalten, heute ist die Stelle als Bodendenkmal D-1-8037-0016 „Abschnittsbefestigung des frühen oder hohen Mittelalters“ vom Bayerischen Landesamt für Denkmalpflege erfasst.